# Ernyey Gyula
Ernyey Gyula (Hódmezővásárhely, 1941. január 19. –) magyar belsőépítész, művészet- és designtörténész, a hazai designtörténeti kutatások kezdeményezője, a Moholy-Nagy Művészeti Egyetem professzor emeritusa, a Magyar Tudományos Akadémia doktora. 

## Életpályája
1965-ben diplomázott a Magyar Iparművészeti Főiskola Belsőépítő Tanszékén (Budapest), Szrogh György építész tanítványaként. Kutatói pályáján Pogány Frigyes professzor indította el: 1973-ban műszaki egyetemi doktori címet szerzett a Budapesti Műszaki Egyetem Építészettörténeti és Elméleti Intézetében, 1983-ban pedig a művészettörténeti tudományok kandidátusa fokozatot szerezte meg és 2015-ben lett az MTA doktora.
1967-től egyetemi oktató a Magyar Iparművészeti Főiskolán, a mai Moholy-Nagy Művészeti Egyetem; előbb tanársegéd, majd adjunktus és docens, végül 1993-tól egyetemi tanári munkakörben.
1965–67-ben az Iparművészeti Tanács Titkárságán az ipari formatervezés referense, 1975–88-ban az Iparművészeti Múzeum általános–gyűjteményi főigazgató-helyettese, 1988–92-ben a Rubik Stúdió tudományos tanácsadója, 1992–93-ban OMFB Ipari Formatervezési és Ergonómiai Tanács Irodájának főosztályvezető-helyettese volt. 1993 és 2004 között az Elméleti Intézet igazgatójaként dolgozott a Magyar Iparművészeti Egyetemen, a mai a mai Moholy-Nagy Művészeti Egyetem. 2005–2011-ben az MIE Doktori Iskolájában az Iparművészet-elmélet B programot, 2008–2010-ben a MOME Elméleti Intézete Design- és Művészettörténeti Tanszékét vezette.
Tervezőként hazai és külföldi design-kiállítások (Hungarian Art Nouveau utazókiállítás az USA-ban, 1977–78; Zeisel Éva retprospektív az Iparművészeti Múzeumban, 1988; Made in Hungary 1880–2010 Krakkó, Varsó, Riga, Tallin, Vilnius, Prága, Temesvár, Bukarest és Budapest 2010–2011) valamint sorozatgyártású műanyagtárgyak (Miskolci Műanyagipari Vállalat) alkotója. Tudományos kutatási területe az egyetemes és magyar designtörténet és -elmélet, különös tekintettel a 20. századra. Design. Tervezéselmélet és termékformálás 1750–2010 címen sikeresen zárult védése a design szakterület első doktori védése volt a Magyar Tudományos Akadémián. A tudományos kutatás és az oktatói tevékenység mellett az oktatásszervezésből, az egyesületi életből és szakfolyóiratok szerkesztéséből is kivette részét.

## Szakmai közéleti tevékenység
- A Művészeti Alap majd MAOE tagja (1965-től)
- Magyar Képzőművészek és Iparművészek Szövetségének tagja (1975-től)
- Az Ipari Forma című folyóirat szerkesztőbizottságának alapító tagja (1983–1994)
- Budapest Fővárosi Tanács, később Fővárosi Közgyűlés művészeti kuratóriumának tagja (1984–1993)
- A Magyar Mérnökakadémia alapító tagja (1990-től)
- A Magyar Mérnökakadémia kuratóriumi elnökhelyettese (1993-tól)
- Magyar Iparművészet című folyóirat szerkesztőbizottságának alapító tagja (1993-2023)
- A Magyar Akkreditációs Bizottság Mesterképzési és Művészetelméleti Szakbizottságának tagja (1993–2001)
- A Magyar Iparművészeti Egyetem Doktori Tanácsának alapító elnöke (1995–2001)
- A Magyar Iparművészeti Egyetem Habilitációs Bizottságának alapító elnöke (1995–2001)
- A Magyar Képzőművészek és Iparművészek Szövetségének elnöke (2000–2004)
- AIAP/IAA képviseleti tag (2000–2008)
- Magyar Képzőművészek és Iparművészek Szövetségének külügyi alelnöke (2004–2008)[2][1]

## Önálló kötetei
- Az ipari forma története Magyarországon. Budapest: Akadémiai Kiadó, 1974. 86 p. (Művészettörténeti füzetek 8.)
- Az ipari forma története. Budapest: Corvina Kiadó, 1983. 209. p.
- Made in Hungary: the Best of 150 Years in Industrial Design. Budapest: Rubik Innovation Found, 1993. 155. p.
- Tárgyvilágunk, 1896-1996: iparművészet-történeti és -elméleti vázlatok.Budapest; Pécs: Dialóg Campus Kiadó, 1998. 318 p.
- (szerk.)Britain and Hungary: Contacts in Architecture and Design during the Nineteenth and Twentieth Centuries. Essays and Studies. (Vol. 1) Budapest: Hungarian University of Craft and Design, 1999. 291. p.
- Design: tervezéselmélet és termékformálás, 1750–2000. Budapest; Pécs: Dialóg Campus Kiadó, 2000. 350. p.
- (szerk.) Britain and Hungary: Contacts in Architecture, Design, Art and Theory during the Nineteenth and Twentieth Centuries. Essays and Studies. (Vol. 2.) Budapest: Hungarian University of Craft and Design, 2003. 292. p.
- Made in Hungary 1900–2000. Budapest: Magyar Képzőművészek és Iparművészek Szövetsége, 2005. 80. p.
- (szerk.) Britain and Hungary: Contacts in Architecture, Design, Art and Theory during the Nineteenth and Twentieth Centuries. Essays and Studies. Vol. 3. Budapest: Hungarian University of Craft and Design, 2005.
- (szerk.) Breuer Marcell: elvek és eredmények: Marcel Breuer: principles and results. Pécs: Pro Pannonia Kiadó, 2008. 174. p. (Pannónia könyvek)
- Muchától Rubikig: Magyarország és Kelet-Közép-Európa 20. századi designtörténetéből: From Mucha to Rubik: highlights in the 20th century history of East-Central European design. Budapest: Ráday Könyvesház, 2010. 503 p.
- Design: tervezéselmélet és termékformálás, 1750–2010. Budapest: Ráday Könyvesház, 2011. 392. p.
- Bozzay Dezső és pályatársai 1912–1974: Ipari művészet és modernizáció Magyarországon. Budapest: FUGA, 2016. 243. p.[1]
- Iparművészet és design: Adalékok és építőelemek az Iparművészeti Múzeum design-gyűjteményéhez. Budapest: Iparművészeti Múzeum,2022.300.p.
- Tárgyaink az időben: Tűnődések tárgykultúránkról, Budapest: MOME, 2023. 496.p.

## Díjak, elismerések
- Apáczai Csere János-díj (1997)
- Szent-Györgyi Albert-díj (2001)
- A Magyar Köztársasági Érdemrend tisztikeresztje (2011)
- Dózsa-Farkas András-díj (2012)
- Ladislav Sutnar-díj (2013)[3][1]